# Josef Angenfort
Josef "Jupp" Angenfort (Düsseldorf, 9 de enero de 1924 - Íbid., 13 de marzo de 2010) fue un político alemán.

## Biografía
Como sus padres eran profundamente católicos fue miembro del Grupo "Scout" San Jorge, que fue prohibido por los nazis en 1935. Tras el comienzo de la Segunda Guerra Mundial, en 1942 fue reclutado por la Wehrmacht y combatió en el Frente Oriental. Entre 1943 y 1949 fue prisionero de guerra en la Unión Soviética. 
Tras la fundación de la República Federal Alemana en 1949, entre el 15 de mayo de 1951 y el 4 de julio de 1954 fue oficialmente parlamentario del Partido Comunista de Alemania (KPD) en el Parlamento Regional de Renania del Norte-Westfalia. En la mañana del 12 de marzo de 1953, cuando iba andando por una calle en Duisburgo, fue arrastrado en un coche por tres hombres y detenido en plena calle por las fuerzas especiales de la Oficina Federal de Investigación Criminal (Bundeskriminalamt, BKA) a pesar de su inmunidad parlamentaria. Llegó a gritar ¡Auxilio, secuestran a un diputado!. 
Algunos testigos memorizaron la matrícula del coche y llamaron por teléfono a la policía, pero recibieron como respuesta: "¡Guarden silencio! Es una operación de la policía." En la orden de detención se indicó expresamente que la inmunidad parlamentaria no afectaría el cumplimiento de la sentencia. A continuación pasó dos años en prisión provisional en Münster y en Essen. Durante este tiempo tuvieron lugar las elecciones parlamentarias de Renania del Norte-Westfalia y como candidato fue liberado durante cuatro semanas con el sometimiento de presentarse diariamente a la policía. En 1955 fue condenado a cinco años de presidio y posteriormente desposeído de sus derechos civiles para cinco años bajo supervisión policíaca por ser jefe de la Juventud Libre Alemana lo que fue interpretado como "alta traición". En 1962 fue detenido de nuevo en Múnich. Logró escapar y fugarse a Berlín Oriental, en la República Democrática Alemana (RDA). El 16 de agosto de 1956 el KPD fue prohibido, pero en 1968 se fundó el Partido Comunista Alemán (DKP) en la Alemania occidental. Después de la fundación de este partido volvió a Düsseldorf y fue nuevamente detenido. Pero la opinión pública había cambiado y la población alemana se indignó profundamente, y a consecuencia de ello fue amnistiado. En 1968 fue elegido presidente de la Asociación de los Perseguidos del Régimen Nazi.